# Rodolfo Martín Villa
Rodolfo Martín Villa (Santa María del Páramo, 3 ottobre 1934) è un politico spagnolo.

## Biografia
Nato il 3 ottobre 1934 a Santa María del Páramo, piccolo paese nella provincia di León, suo padre, Emilio Martín Fernández, era un impiegato ferroviario, mentre la madre una casalinga. Compiuta la maggiore età, si iscrisse presso l'Università politecnica di Madrid, ove vi conseguì la laurea in ingegneria industriale.
Dopo aver completato il suo percorso di studi, Villa divenne un esattore delle tasse, mentre nel febbraio del 1962 fu nominato presidente del Sindicato Español Universitario, la corporazione studentesca amministrata dal Movimiento Nacional. Con la caduta del regime franchista, Villa divenne un membro dell'Unione di Centro Democratico, mentre lo stesso anno fu nominato governatore civile della città di Barcellona e ministro delle relazioni sindacali, carica che mantenne fino al 1976.

Il  5 luglio 1976, durante il governo Suárez I, fu nominato ministro dell'interno, mentre due anni dopo, alle elezioni generali del 1977 (le prime elezioni democratiche in Spagna dal 1936), vinse un seggio in parlamento per l'Unione di Centro Democratico, rappresentando la provincia di León. Durante il suo mandato, in qualità di ministro dell'interno, propose riforme che migliorassero la sicurezza interna, i diritti civili e che dessero più potere alla polizia locale. Tuttavia, a causa della forte opposizione da parte dell'esercito spagnolo, Villa non riuscì a far approvare alcuna riforma da lui proposta e il 6 aprile 1979 terminò il suo mandato come ministro dell'interno.

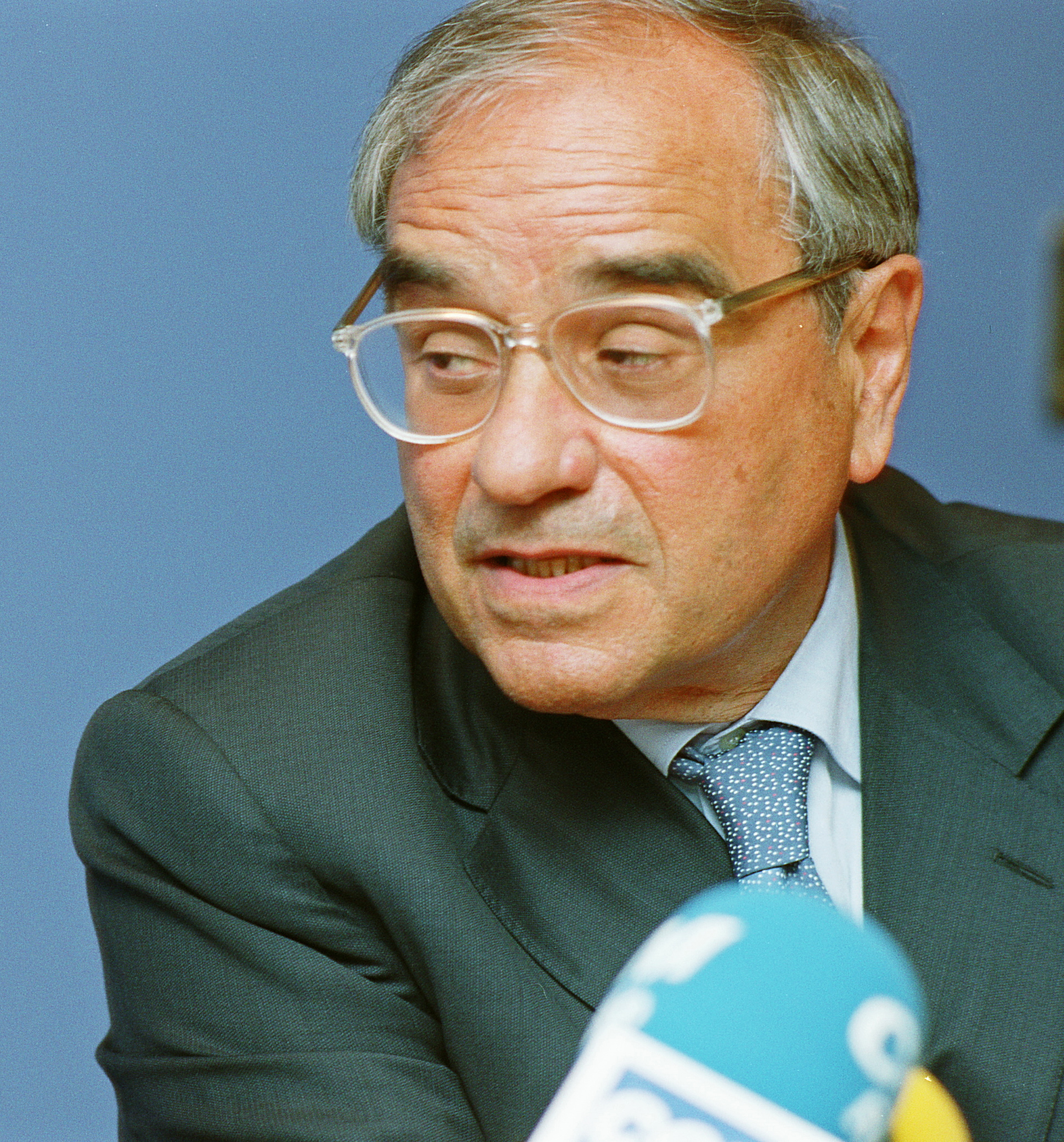
Rodolfo Martín Villa fotografato nel 2001.

Successivamente, prima durante il governo Suárez III, poi durante il governo Calvo-Sotelo, fu nominato vicepresidente del governo di Spagna dal 1º dicembre 1981 al 28 luglio dell'anno successivo. Si ripresentò alle elezione generali del 1989 tra le file del Partito Popolare, per il quale fu nuovamente eletto al parlamento in rappresentanza della provincia di Madrid. Nel 1997, si dimise dalla carica di parlamentare e il 10 febbraio dello stesso anno fu nominato presidente dell'Endesa, la più grande società di energia elettrica in Spagna.
Dal 2006 all'ottobre del 2010, divenne il presidente della Sogecable, una società televisiva a pagamento spagnola.

### Controversie
Il 23 aprile 2013, alcuni avvocati per i diritti umani argentini denunciarono presso la corta di Buenos Aires tre politici spagnoli, tra cui Rodolfo Martín Villa, per crimini contro l'umanità, in quanto imputati di essere i mandanti della strage di Vitoria. Il 3 marzo del 1976, infatti, nella città basca di Vitoria, quando Villa era ministro dell'interno, durante un giorno di sciopero il Corpo di Polizia armata sparò contro i manifestanti, causando 5 morti e 150 feriti.
Il 28 ottobre 2014, la corte argentina ha emanato un mandato di arresto nei confronti di Rodolfo Martín Villa, tuttavia il governo spagnolo respinse la richiesta di estradizione nei confronti del politico spagnolo. Nel 2022, il tribunale argentino ha respinto l'accusa di crimini contro l'umanità per mancanza di prove.